# 박종찬 (배우)
박종찬(朴鍾燦, 1992년 7월 4일 ~ )은 대한민국의 배우이다.

## 학력
- 정평중학교 졸업
- 중앙대학교 연극영화학과 졸업

## 이력
연극배우 겸 영화배우 박노식의 손자이고 영화배우 겸 연기자 박준규·연극배우 겸 영화배우 진송아 부부의 슬하 2남 중 장남인 그는 2012년 연극배우 첫 데뷔하였고 2015년 뮤지컬 배우 데뷔하였다.

## 출연작

### 음악극
- 2019년 《테너를빌려줘》 ... 맥스 역

### 연극
- 2012년 《햄릿》 ... 오즈리크 역(단역)
- 2020년 《체홉, 여자를읽다》

### 뮤지컬
- 2010년 ~ 2011년 《풋루스 비트업》
- 2015년 《오케피》 ... 연주가 역(단역)
- 2016년 《파이브코스러브》 ... 남1 역
- 2017년 《영웅》 ... 유동하 역
- 2018년 ~2019년 《신흥무관학교》 ... 신동천, 앙상블, 데라우치 역

### 영화
- 2012년 《여름방학》 ... 준희 역 (주연)
- 2016년 《무수단》 ... 특공소위 역 (단역)
- 2021년 《귀문》 ... 기자 1 역 (단역)

### 방송
- 2013년 JTBC 《신화방송》 52회
- 2013년 MBN 《행복한 家》 1 ~ 2회
- 2013년 SBS 《일요일이 좋다 - 맨발의 친구들》 28회
- 2014년 KBS2 《두근두근 로맨스 30일》
- 2017년 KBS2 《혼자 왔어요》